# Quintin Dailey
Quintin „Q” Dailey (ur. 22 stycznia 1961 w Baltimore, zm. 8 listopada 2010 w Las Vegas) – amerykański koszykarz, występujący na pozycji rzucającego obrońcy.
W 1979 wystąpił w meczu gwiazd amerykańskich szkół średnich - McDonald’s All-American.

## Osiągnięcia
NCAA
- Uczestnik turnieju NCAA (1981, 1982)
- Mistrz sezonu regularnego konferencji West Coast (WCC – 1980–1982)
- 2-krotny zawodnik roku konferencji WCC (1981, 1982)[2]
- Zaliczony do I składu All-American (1982)[3]

NBA
- Zaliczony do I składu debiutantów NBA (1983)[4]